# Sergej Tsjepikov
Sergej Vladimirovitsj Tsjepikov (Russisch: Сергей Владимирович Чепиков) (Chabarovsk, 30 januari, 1967) is een Russisch biatleet en langlaufer.
Sergej Tsjepikov won zijn eerste olympische medaille tijdens de Olympische Winterspelen 1988 in Calgary. Met de estafetteploeg van de Sovjet-Unie won hij het goud en op de sprintafstand legde hij beslag op het brons. Vier jaar later, in 1992 in Albertville behaalde hij met de estafetteploeg van het Gemenebest van Onafhankelijke Staten het zilver.
Tot eenzelfde prestatie kwam hij tijdens de Olympische Winterspelen 1994 in Lillehammer, dit keer echter met de estafetteploeg van Rusland. In Noorwegen werd hij tevens olympisch kampioen op de sprintafstand, zijn eerste individuele goud.
Ook bij de wereldkampioenschappen viel Tsjepikov regelmatig in de prijzen. Zo verzamelde hij in de periode 1989 tot en met 1993 twee gouden, drie zilveren en een bronzen medaille, voornamelijk in estafetteploegen, maar ook enkele individuele afstanden.
Het zwakke punt in de biatloncarrière van Sergej Tsjepikov was het schieten. Vandaar dat hij na de winterspelen in 1994 besloot het biatlon naast zich neer te leggen en zich te richten op een carrière als langlaufer. Hij plaatste zich voor de Russische ploeg voor de Olympische Winterspelen 1998 in Nagano, maar kwam daar niet verder dan de negende plaats in de jachtrace. Tevens was dit resultaat meteen het beste resultaat dat hij als langlaufer zou bereiken, waarna hij zijn sportieve carrière geheel stopzette op 31-jarige leeftijd.
Tsjepikov, die behalve Russisch ook vloeiend Engels, Duits, Noors en Nederlands spreekt, maakte in 2001 verrassend zijn comeback in het biatlon. Twee jaar later pakte hij bij het wereldkampioenschap in 2003 met de estafetteploeg de zilveren medaille. Bij de wereldkampioenschappen biatlon in Hochfilzen in 2005 won hij in de achtervolging zijn vierde zilveren WK-medaille. Gedurende dat WK voegde hij zijn vijfde en zesde zilveren medaille er nog aan toe.
Tijdens de Olympische Winterspelen 2006 maakte Tsjepikov na acht jaar afwezigheid ook op olympisch niveau zijn comeback. In de individuele wedstrijden draaide hij wel in de top mee, maar kwam het niet tot medailles. In tegenstelling tot de estafettewedstrijd, waarin hij samen met Ivan Tsjerezov, Pavel Rostovtsev, en Nikolaj Kroeglov de zilveren medaille won.
Anno februari 2006 behaalde Sergej Tsjepikov vijf wereldbeker overwinningen en werd hij in 2004/2005 vierde in de totaalstand van diezelfde wereldbeker.